# Capnia barberi
Capnia barberi är en bäcksländeart som beskrevs av Peter Walter Claassen 1924. Capnia barberi ingår i släktet Capnia och familjen småbäcksländor. Inga underarter finns listade i Catalogue of Life.